# Hostre
Hostre (ukrainisch Гостре; russisch Острое/Ostroje) ist eine Siedlung städtischen Typs im Zentrum der ukrainischen Oblast Donezk mit etwa 700 Einwohnern.
Der Ort liegt im Donezbecken an der Eisenbahnstrecke zwischen Kurachiwka und Donezk.
Die Ortschaft entstand als Bahnhofsiedlung im Jahre 1912 und erhielt am 1970 den Status einer Siedlung städtischen Typs. Das Oblastzentrum Donezk liegt etwa 34 Kilometer östlich, Selydowe 19 Kilometer nördlich und Kurachiwka 5 Kilometer nordwestlich von Hostre.
Am 12. Juni 2020 wurde die Siedlung ein Teil der neugegründeten Stadtgemeinde Kurachowe, bis dahin bildete der Ort einen Teil der Siedlungsratsgemeinde Kurachiwka die wiederum ein Teil der Stadtgemeinde Selydowe war, unter Oblastverwaltung stand und im Norden des Rajons Marjinka lag.
Am 17. Juli 2020 wurde der Ort selbst ein Teil des Rajons Pokrowsk.